# Attilio Ruffini
Attilio Ruffini (ur. 31 grudnia 1924 w Mantui, zm. 23 czerwca 2011 w Rzymie) – włoski prawnik i polityk, długoletni deputowany, minister w kilku rządach. Bratanek Ernesta Ruffiniego.

## Życiorys
Z wykształcenia prawnik. W 1945 zaangażował się w działalność polityczną w ramach Chrześcijańskiej Demokracji. Stopniowo awansował w strukturze partyjnej, w 1969 został członkiem egzekutywy, w latach 1974–1976 był zastępcą sekretarza chadeków, odpowiadając za biuro prasowe.
Od 1963 do 1987 sprawował mandat posła do Izby Deputowanych IV, V, VI, VII, VIII i IX kadencji.
Pomiędzy 1972 a 1980 pełnił szereg funkcji rządowych. Był podsekretarzem stanu w resorcie edukacji w 2. rządzie Giulia Andreottiego, podsekretarzem stanu w resorcie skarbu w 4. rządzie, którym kierował Mariano Rumor, ministrem transportu i p.o. ministra ds. marynarki handlowej w 3. rządzie Giulia Andreottiego, ministrem obrony w tym samym gabinecie, a także w dwóch kolejnych rządach tegoż premiera i w 1. rządzie Francesca Cossigi. W 1980 w tym ostatnim gabinecie przez kilka miesięcy sprawował urząd ministra spraw zagranicznych.
W 1987 wycofał się z działalności politycznej.